# Walter von Bülow-Bothkamp
Walter von Bülow-Bothkamp (Borby, 24 aprile 1894 – nei pressi di Ypres, 6 gennaio 1918) è stato un militare e aviatore tedesco, asso dell'aviazione durante la prima guerra mondiale accreditato di 28 vittorie aeree.

## Biografia
Walter von Bülow-Bothkamp nasce il 24 aprile 1894 nella piccola cittadina marina di Borby nell'allora Regno di Prussia, oggi divenuta parte della città di Eckernförde nello stato federato di Schleswig-Holstein, Germania, secondo di quattro figli. Lui e i tre fratelli serviranno l'Impero tedesco durante la prima guerra mondiale. Tre di loro non faranno ritorno a casa.
Bülow-Bothkamp si diploma nel 1912 presso la scuola superiore di Plon, Holstein-Schleswig e nei successivi 6 mesi compie viaggi sia in Gran Bretagna che in Svizzera. Dopo la sua wanderjahr si stabilisce presso l'Università di Heidelberg dove intraprende gli studi in legge.
Nel mese di agosto del 1914 lui e suo fratello minore Conrad si arruolano presso il 17º Reggimento Ussari Braunschweige. Nel gennaio 1915 parte al fronte con la sua unità diretta nel sud dell'Alsazia.

### Il servizio presso l'aviazione
Walter von Bülow-Bothkamp viene promosso al gradi di Leutnant nel mese di aprile 1915 e viene inviato presso Flieger-Ersatz-Abteilung 5 ad Hannover per la formazione del pilota nella Luftstreitkräfte (servizio aereo tedesco) insieme al fratello Conrad.
Nel settembre del 1915 viene trasferito presso la Feldflieger Abteilung 22 di stanza nella regione della Champagne, con compiti di ricognizione aerea, osservazione e di direzione dei colpi di artiglieria sul fronte occidentale. Anche se a bordo di un bombardiere bimotore biplano AEG G.II, Walter von Bülow-Bothkamp riesce ad abbattere due aerei nemici monoposto in due giorni consecutivi, il 10 e 11 ottobre 1915.
Dopo aver ricevuto la Croce di Ferro di prima classe per le due vittorie ottenute nel mese di ottobre, viene trasferito nella Flieger-Abteilung 300 'Pascha' in Palestina volando sui cieli del Medio Oriente a sostegno dell'aviazione dell'Impero ottomano, alleato tedesco. Il 13 giugno 1916 viene ferito durante le operazioni di ricognizione aerea. In una lettera che invia alla famiglia dall'ospedale di Gerusalemme, scherza sulla sua spalla e tranquillizza la famiglia definendo irrilevante la sua ferita, paragonandola ad una cicatrice da duello dei tempi dell'università.
Dopo le sue dimissioni dall'ospedale ritorna a volare abbattendo tra l'agosto e il settembre del 1916 altri due aerei nemici nei pressi di Al-Arish con un ulteriore abbattimento non confermato.
Dato il suo coraggio e l'abilità nel pilotare aeroplani nel dicembre del 1916 viene trasferito presso la squadriglia da caccia prussiana Jagdstaffel 18. Bülow-Bothkamp abbatte due aerei nemici il 23 gennaio 1917 ed un altro il giorno seguente. Queste vittorie sono le prime dell'unità da caccia. Al termine della sua permanenza presso la Jagdstaffel 18, Bülow-Bothkamp porta a 13 il numero delle vittorie aeree personali.
Nel maggio 1917 viene trasferito nella Jagdstaffel 36 e il 21 di quel mese abbatte subito 2 palloni di osservazione francesi nei pressi di Bouvancourt. Il 2 giugno viene nominato comandante della Jagdstaffel 36. Una ferita all'anca gli impedisce il volo per qualche tempo, ma al suo rientro ottiene altre vittorie aeree, a partire dal 6 luglio fino al 2 dicembre. Durante questo periodo, dopo 21 vittorie, l'8 ottobre 1917 riceve la più prestigiosa onorificenza dell'Impero tedesco, il Pour le Mérite. Il 29 ottobre Bülow-Bothkamp va in congedo fino al 7 novembre lasciando il comando temporaneo della squadriglia ad Hans Hoyer.
Il 2 dicembre abbatte il Bristol F.2 Fighter del 20º Squadrone della Royal Flying Corps pilotato dal tenente Harry George Ernest Luchford , la 28ª ed ultima vittoria aerea di Bülow-Bothkamp.
Il 13 dicembre 1917 viene trasferito presso una delle più prestigiose squadriglie della Luftstreitkräfte, la Jagdstaffel 2, l'unità di Oswald Boelcke assumendone il comando.

### La morte
Il 6 gennaio 1918 Walter von Bülow-Bothkamp guida i suoi gregari in un duello aereo contro il 23º e 70º squadrone della Royal Flying Corps nei pressi di Ypres. Da questo scontro egli non ne uscirà vivo; il suo Albatros D.V viene abbattuto dagli assi inglesi capitano Frank Granger Quigley e capitano William Mayes Fry.
Walter viene sepolto nel cimitero del castello di famiglia unendosi al fratello Frederick, ucciso in azione nel 1914. Entro l'anno, anche Conrad si sarebbe unito a loro.